# Anna Karjalainen
Anna Vilhelmiina Karjalainen (* 14. April 1992) ist eine finnische Musikerin und derzeit die Gitarristin der Band Maustetytöt.

## Leben und Musik
Karjalainen, die gebürtig aus Vaala stammt, lebt derzeit gemeinsam mit ihrer Schwester Kaisa im Stadtteil Kallio in Helsinki. Zum Ausgleich von ihren Auftritten geht Karjalainen nach eigener Aussage gerne zum Camping in die Wälder. Vor ihrer Musikkarriere mit Maustetytöt arbeitete Karjalainen in der Gastronomie, im Gesundheitswesen und mit Kindern.
Als Teenager gründete sie 2008 zusammen mit ihrer weiteren Schwester Maija die Band Kaneli (deutsch: Zimt). Bereits in ihrer Kindheit wurde sie musikalisch vor allem von ihrem Vater geprägt.
2017 folgte die Gründung von Maustetytöt gemeinsam mit ihrer jüngeren Schwester Kaisa Karjalainen. Die Alben von Maustetytöt erreichten mehrfach Platz 1 der finnischen Charts. Zudem trat Anna Karjalainen in der ersten Staffel der Dokumentarserie Suomi on maalainen in vier Episoden als sie selbst auf.
Internationale Bekanntheit erreichten die Schwestern durch Aki Kaurismäkis Film Fallende Blätter, für den Maustetytöt große Teile des Soundtracks lieferte und auch im Film als Liveband auftritt. In Deutschland wurde der Filmstart von einer Tournee flankiert.

## Diskografie

### Kaneli

#### Studioalben
- Hazy Days (2016)[12]

#### EP
- Tommy's Broken Guitar (2012)[13]

### Maustetytöt

#### Studioalben
- Kaikki tiet vievät Peltolaan (2019)[14]
- Eivät enkelitkään ilman siipiä lennä (2020)[15]
- Maailman onnellisin kansa (2023)[16]

#### EP
- Maustetytöt X Agents (2022)[17]

## Filmografie
- Suomi on maalainen (TV-Serie), 2020
- Fallende Blätter, 2023